# 最悪
『最悪』（さいあく）は、奥田英朗による日本の小説。
2000年の宝島社「このミステリーがすごい!」第7位入賞作品。

## あらすじ
小さな町工場を営む真面目な中年男、気が弱く自分の意思を主張するのが苦手な銀行員の女、親と絶縁しパチンコとカツアゲでその日暮らしをする若い男。3人は現状に物足りなさは感じているものの、なんとかなっている毎日を過ごしていた。しかしそんな3人にそれぞれ小さな問題が発生する。町工場の男は地域住民から「工場の騒音がうるさい」と訴えられ、銀行員の女は上司からセクハラを受け、その日暮らしの男は軽い気持ちからやった窃盗がきっかけでヤクザに弱みを握られる。そして無縁だった3人の人生が交差する時、最初は小さかった問題は加速度的に転がり始める。

## 登場人物
川谷 信次郎（かわたにしんじろう）
本作品の主人公の一人。妻と共に川谷鉄工所を営む。勤勉な性格のため、バブル崩壊後も地道に働いて工場を維持してきた。他人に多くを期待しないという考えの持ち主で、人生を達観している。妻・晴江、長男・信明、長女・美加を家族に持つ。
藤崎 みどり（ふじさきみどり）
本作品の主人公の一人。銀行員。
野村 和也（のむらかずや）
本作品の主人公の一人。無職。パチンコ屋に行くのが日課で、その喧騒の中に居ないと落ち着かない習慣がついている。常にバタフライナイフを携帯し、カツアゲや窃盗もいとわない。ブランド物の財布やスウェットに身をつつみ移動にはタクシーを使用するなど、無職らしからぬ金遣いの荒さが散見される。

## テレビドラマ
2001年3月30日、BS-iで放送。TBSでは2002年8月7日に放送された。

### キャスト
- 川谷信次郎：沢田研二
- 藤崎みどり：西田尚美
- 野村和也：原田健二
- 藤崎めぐみ：三輪明日美
- 神田：斎藤洋介
- 川谷春江：角替和枝
- 太田：塩屋俊
- 松重豊
- 甲本雅裕
- 入江雅人
- 綾田俊樹
- 重松収
- 大島由香里
- 田鍋謙一郎
- 草野康太
- 山中聡
- 仁科貴
- みやなおこ
- 須永千重
- 和泉今日子
- 松本じゅん
- 有山尚宏

ほか

### スタッフ
- 監督：大森一樹
- 脚本：成島出
- 製作：オフィス・シロウズ、BS-i

### エンディングテーマ
- ザ・タイガース「青い鳥」